# Rrok Kolaj
Rrok Kolaj (ur. 14 lipca 1897 we wsi Prekal k. Szkodry, zm. 14 czerwca 1950 w Tiranie) – albański polityk i prawnik, w latach 1943-1944 minister sprawiedliwości w rządach Rexhepa Mitrovicy i Ibrahima Biçaku.

## Życiorys
Pochodził z rodziny katolickiej, mieszkającej w okolicach Szkodry. Uczył się w szkole prowadzonej przez franciszkanów w Szkodrze, a następnie w gimnazjum w Wiedniu. W 1919 rozpoczął studia prawnicze na Uniwersytecie Wiedeńskim, ale rok później przeniósł się na uniwersytet w Grazu, gdzie w 1924 uzyskał dyplom ukończenia studiów. W czasie studiów w Grazu wydawał miesięcznik kulturalny Minerva w języku albańskim.
Po powrocie do kraju podjął pracę w Sądzie Okręgowym w Korczy, skąd został wkrótce przeniesiony do Elbasanu, a następnie do Tirany. W latach 1932–1943 pracował w Sądzie Najwyższym. W czasie okupacji niemieckiej dwukrotnie kierował resortem sprawiedliwości, w 1944 przez krótki okres kierował także resortem edukacji.
13 kwietnia 1945 Sąd Specjalny w Tiranie skazał go na 15 lat więzienia za współpracę z okupantem. W więzieniu zachorował na gruźlicę i w styczniu 1950 został zwolniony. Zmarł pół roku później w Tiranie.